# Canal de Piñana
El Canal de Piñana (en catalán y oficialmente Canal de Pinyana) es una infraestructura hidráulica de las comarcas de Segriá (provincia de Lérida) y la Litera (provincia de Huesca). 
Su área regable (13.891 ha) comprende los municipios de Castillonroy (donde toma el agua del embalse de Santa Ana), Alfarrás, Almenar, Alguaire, Vilanova de Segriá, Corbins, Roselló, Torrefarrera, Alpicat, Lérida, Alcarrás y Torres de Segre. Esta está limitada al este por el río Noguera Ribagorzana, al norte por la presa del propio canal, ubicada a 600 m de la del embalse de Santa Ana, al sur por el río Segre y al oeste por la carretera N-230.

## Historia
Es el canal de regadío más antiguo de Cataluña y también proporciona agua de boca a más de 150.000 habitantes de la comarca, incluida la capital leridana.